# 葉山夏菜
葉山 夏菜（はやま なつな、1997年11月25日 - ）は、日本のAV女優。東京都出身。菊川みつ葉、本庄ひななどの名義でも知られる。

## 経歴
もともとテレビタレントなど有名人になることに憧れを持ち、アイドルグループのオーディションに応募しようと思っていた。しかし低くかすれた声にコンプレックスがあったため一歩踏み出せずに断念。なお、あくまで有名人になるためにアイドルを追っていたため、特にアイドルに詳しいわけではない。
いつかは表に出る仕事がしたいと思ってたとき、テレビで恵比寿★マスカッツの存在を知り、明日花キララや天使もえがAV女優だと知る。このときたまたま知人にAV女優のスカウトマンがいたため、デビュー時の事務所DINOに所属した。端的にいうと「自分の顔に自信があったから」AV女優になったという。
2017年2月18日、「月刊ソフト・オン・デマンドDVD」vol.70で表紙を担当し、3月18日、SODクリエイトのレーベル「SOD star」から「菊川みつ葉 AVデビュー」でAV女優デビュー。
2018年2月にMAX-A専属として移籍。2018年3月25日、「電撃移籍!!MAX-A専属みつ葉デビュー!!」で移籍までの経緯が語られた。以降は企画単体女優として活動。2018年2月までの芸名は菊川 みつ葉（きくかわ みつは）。SODクリエイト専属からマックスエーに専属移籍を期にみつ葉（みつは）に改名。ただしその後、ツイッターアカウントや他社出演作では菊川名義を再使用している。
2018年からは、AV女優と静岡県浜松市のデリバリーヘルス「ポイズン」で風俗嬢として源氏名も芸名の「菊川みつ葉」で勤めている。
DINO所属であったが休止期間を経て2019年6月よりティーパワーズに移籍。AV女優としての芸名を葉山夏菜とする。2022年、ティーパワーズに移籍し、本庄ひなに改名。
2023年5月22日週FANZA動画フロアランキングにて、出演した『BAZOOKA 冬の大感謝セール コスパ最強ノーカットベスト爆乳限定2749分』（BAZOOKA）が1位を記録。

## 人物
性の目覚めは小学校低学年の時。小学4年生でオナニーを覚え、高校2年生で初体験。
中華料理屋でバイト経験があり得意料理も油淋鶏など中華料理である。
顔の印象から低身長なイメージをもたれるため、会って驚かれることが多い（165センチと比較的長身）。人見知りである。
芸名の由来のひとつは映画「君の名は。」のヒロインである宮水三葉。
デビュー作は40度の高熱の中撮影を行った。デビュー作を見返した時、「楽しくない、スタイルが悪い」と思ったため、2017年8月までに食事制限をし10キロ減量した。
東京生まれであるが親の仕事の関係で多感な4年間を静岡で過ごした。兄と姉がいる3人兄弟。
2017年8月にはデビューのきっかけがホストクラブ通いであったことを告白した。デビューイベントをはじめとするファンの前に出る販促活動は行ってこなかったが、2017年8月以降は積極的に行っている。

## 作品

### アダルトビデオ

#### 「菊川みつ葉」名義
2017年
- 菊川みつ葉 AVデビュー（2017年3月18日、SODクリエイト）
- 菊川みつ葉 初イキっ！（2017年4月20日、SODクリエイト）
- 超高級ソープ嬢 菊川みつ葉（2017年5月18日、SODクリエイト）
- 菊川みつ葉 なりきりっ！9コスプレ濃厚4セックス4時間スペシャル（2017年6月15日、SODクリエイト）
- 菊川みつ葉 初ガチイキ！外でも中でも何度もイキまくり大絶頂SEX（2017年7月20日、SODクリエイト）
- 菊川みつ葉 いつでもどこでも、たっぷり即尺してくれるチ○チン大好きご奉仕メイドさん (2017年8月24日、SODクリエイト)
- 菊川みつ葉は変態中年男の専用肉便器 (2017年9月21日、SODクリエイト)
- 菊川みつ葉 媚薬催眠トランス大絶頂セックス (2017年10月19日、SODクリエイト)
- ドジでスケベな菊川みつ葉にえっちなお仕置きしてください♥ 6コスプレ4SEX（2017年11月16日、SODクリエイト)
- 菊川みつ葉 黒人メガチ●ポで絶叫、痙攣、イキまくり絶頂FUCK（2017年12月21日、SODクリエイト)

2018年
- 電撃移籍!!MAX-A専属みつ葉デビュー!!（3月25日、MAX-A） – みつ葉名義
- 再婚相手の連れ子は美少女姉妹!!（6月15日、プレステージ）
- 今話題の新世代動画アプリでフォロワー数30万人超えのカリスマ素人アイドルが電撃AVデビュー！！10代のえげつない底なし 性欲でマンしゃぶ痙攣連発イキまくり痴態大公開！！ みー● 18才 パンティと生写真付き（6月12日、First Star）
- 面接ドキュメント 通りすがりのAV女優 09 処女と娼婦編（6月30日、HMJM）
- 山奥県弩田舎郡炉利村 中出し乱交祭 （7月1日、キチックス/妄想族） ※「みつは」名義
- 上京した親戚の女子大生を妻が下宿させた。久しぶりの若い躰に欲情した叔父達の濃厚接吻FUCK 菊川みつ葉（2018年7月12日、ヒビノ）
- 新任女教師 妃月るい 菊川みつ葉 マシンバイブ調教×催淫三角木馬×危険日中出し30連発 そのすべてで潮！潮！潮！30（2018年7月12日、サディスティックビレッジ）
- 美大生のパイパン純粋娘 菊川みつ葉（8月1日、ブラネットプラス）
- 団地妻 IN レズバトル (8月9日、サディスティックビレッジ)
- めちゃくちゃ妊娠しやすそうな爆乳女子に強制中出し 4（8月10日、BAZOOKA）
- 「マジ天使！？」骨折してオナニーできない僕のチ●コは我慢の限界！それを見かねた美人ナースは使命感に駆られたのか優しく手を添えてくれ…（8月17日、プレステージ）
- 育ての母親に躰で恩を返しなさいと男達の性欲処理をさせられる健気な娘 菊川みつ葉（8月23日、ヒビノ）
- ガチナンパ！池袋産直！ イキッぱ素人女子にお構いなしに止めない奥突きピストン！18射精！で金玉すっからかん…（9月15日、ピーターズ）ノークレジット
- 恥ずかしいけど敏感すぎてアソコが濡れちゃう女の子（10月13日、S-Cute）

#### 「葉山夏菜」名義
2019年
- フロントホックブラ誘惑 3 向かいの部屋の巨乳美女をこっそり覗いていると、恥じらいながらもフックを外し、僕を誘惑し始め…理性を失った僕は誘われるがままその豊満なおっぱいをこれでもかと味わい尽くした日の話。 (10月4日、DOC)
- 突然離婚を言い渡されシングルファザーになった僕を不憫に思ったご近所の巨乳奥様たちが家事の手伝いをしてくれる事に!奥様の不意な胸チラとパンチラについ勃起してしまったのがバレて「奥さんと別れてからシてないんですよね…?」と誘惑され慰めの生ハメ淫乱SEX! (10月18日、プレステージ)
- 心菜りお×葉山夏菜 金髪エロカワギャルズ男に跨り杭打ちピストン騎乗位！ 暴発不可避の本生中SEX！！ 12発射4時間（2020年8月21日、プレステージ）

### VR専用ソフト
- 菊川みつ葉 ‘アナタ’と初めてのエッチ「恥ずかしいけどたくさんキスしたいな」イチャイチャ密着見つめ合いSEX（2017年4月20日、SODクリエイト）
- 菊川みつ葉とラブラブ同棲日記 みーぱと見つめ合いながらキスしっぱなし！美巨乳が目の前に！優しく好きと耳元で囁く密着イチャイチャSEX（2017年11月3日、SODクリエイト）
- VR長尺 菊川みつ葉のオナニーのお手伝いしてあげる（2017年12月8日、SODクリエイト）
- 菊川みつ葉 超接写＆高精細！イク瞬間の「ビクッビクッ！」まではっきり丸見え超リアルセックス！（2017年12月22日、SODクリエイト）
- 顔面舐められVR 菊川みつ葉（2017年12月29日、SODクリエイト）
- 座位が得意な超高級ソープ嬢 菊川みつ葉（2017年12月29日、SODクリエイト）
- 【VR】プールでガチでドッキドキの声我慢SEX！！人が来ちゃったのでプールサイドで人目を気にしながらこっそり、パイズリ、羞恥オナニー気持ちよすぎてどっぷり中出し！！ 菊川みつ葉（2018年5月23日、ケイ・エム・プロデュース）
- 【VR】長尺VR 卒業旅行で高級ホテルに泊まりに来たイマドキJD相手にラッキースケベ＆逆ナン体験！そのまま男の部屋に上がり込むと好奇心旺盛な女子大生はオトナな関係を求め、あの手この手でエロい展開に持ち込もうとしてくる！！石川祐奈 菊川みつ葉（2018年5月29日、スクープ）

### イメージDVD
「菊川みつ葉」名義
- 菊川みつ葉が好きすぎて菊川みつ葉が彼女になってた (2017年10月25日、グラフィス)

「みつ葉」名義
- Mitsuha フローラルフローラル みつ葉 (2018年4月19日、REbecca)

## 出演

### 雑誌
- 『週刊プレイボーイ』（2017年No.19・20合併号、集英社）
- 『DVDしろ～とEvolution!!』（2017年8月号、インテルフィン）表紙

### ウェブテレビ
- 『DTテレビ』（2017年10月14日、AbemaTV）– DTスナイパー[18][19]
- 『土曜の夜は尻上がり!「ピーチゃんねる」』（2017年9月30日、AbemaTV）– SODからの刺客